# Coupe de Russie de football 2020-2021
Navigation
Édition précédente Édition suivante
La Coupe de Russie 2020-2021 est la 29e édition de la Coupe de Russie depuis la dissolution de l'URSS. Elle prend place entre le 5 août 2020 et le 12 mai 2021, date de la finale jouée au stade de Nijni Novgorod dans la ville du même nom.
Elle voit la participation de 90 équipes professionnelles, aucun club amateur ne disputant la compétition cette saison en raison de la situation épidémiologique liée à la pandémie de Covid-19 en Russie. Le vainqueur de la coupe se qualifie pour la phase de groupes de la Ligue Europa 2021-2022 ainsi que pour l'édition 2021 de la Supercoupe de Russie.
Cette édition est marquée par une réforme profonde du format de la compétition, avec notamment l'introduction d'une phase de groupes qui précède les huitièmes de finale. De plus, les prolongations sont complètement abolies, chaque match nul étant directement départagé par une séance de tirs au but, même durant la phase de groupes,,.
La compétition est remportée par le Lokomotiv Moscou, qui remporte sa neuvième Coupe de Russie aux dépens du Krylia Sovetov Samara, pensionnaire de la deuxième division.

## Phase qualificative

### Premier tour
Les rencontres de ce tour sont jouées le 5 août 2020 et concernent uniquement les clubs de la troisième division. Les équipes sont réparties en zones géographiques afin de limiter les coûts liés au transport.
| Date                 | Club                            | Score                | Club                                |
| Zone Centre et Ouest | Zone Centre et Ouest            | Zone Centre et Ouest | Zone Centre et Ouest                |
| -------------------- | ------------------------------- | -------------------- | ----------------------------------- |
| 5 août 2020          | Metallourg Vidnoïe (D3)         | 1 - 0                | (D3) Kvant Obninsk                  |
| 5 août 2020          | Rodina Moscou (D3)              | 3 - 2                | (D3) Stroguino Moscou               |
| 5 août 2020          | Saturn Ramenskoïe (D3)          | 0 - 3                | (D3) FK Kolomna                     |
| 5 août 2020          | FK Tver (D3)                    | 0 - 0 ap (3 - 4 tab) | (D3) Zvezda Saint-Pétersbourg       |
| 5 août 2020          | Znamia Noguinsk (D3)            | 1 - 0                | (D3) Znamia Trouda Orekhovo-Zouïevo |
| 5 août 2020          | FK Mourom (D3)                  | 2 - 1                | (D3) FK Riazan                      |
| 5 août 2020          | FK Krasny (D3)                  | 0 - 3 Forfait        | (D3) Louki-Energia Velikié Louki    |
| 5 août 2020          | FK Kalouga (D3)                 | 3 - 2                | (D3) FK Smolensk                    |
| Zone Oural-Povoljié  |                                 |                      |                                     |
| 5 août 2020          | Lada Togliatti (D3)             | 0 - 3                | (D3) Volna Nijni Novgorod           |
| 5 août 2020          | Zénith Ijevsk (D3)              | 1 - 2                | (D3) FK Tioumen                     |
| Zone Sud             |                                 |                      |                                     |
| 5 août 2020          | Anji Makhatchkala (D3)          | 1 - 0                | (D3) FK Makhatchkala                |
| 5 août 2020          | FK Touapsé (D3)                 | 0 - 2                | (D3) Kouban Krasnodar               |
| 5 août 2020          | Spartak Naltchik (D3)           | 5 - 0                | (D3) FK Iessentouki                 |
| 5 août 2020          | Kouban Holding Pavlovskaïa (D3) | 1 - 0                | (D3) Forte Taganrog                 |

1. ↑  Le FK Krasny n'est pas autorisé à disputer sa rencontre face au Louki-Energia Velikié Louki en raison de tests de dépistage du Covid-19 trop tardifs au sein de l'effectif du club, et se voit donc infligé une défaite technique[6].

### Deuxième tour
Les rencontres de ce tour seront jouées le 19 août 2020.
| Date                 | Club                             | Score                | Club                             |
| Zone Centre et Ouest | Zone Centre et Ouest             | Zone Centre et Ouest | Zone Centre et Ouest             |
| -------------------- | -------------------------------- | -------------------- | -------------------------------- |
| 19 août 2020         | Zvezda Saint-Pétersbourg (D3)    | 1 - 2                | (D3) FK Leningradets             |
| 19 août 2020         | Louki-Energia Velikié Louki (D3) | 1 - 1 (4 - 5 tab)    | (D3) Olimp-Dolgoproudny          |
| 19 août 2020         | Torpedo Vladimir (D3)            | 0 - 2                | (D3) Rodina Moscou               |
| 19 août 2020         | FK Kolomna (D3)                  | 2 - 0                | (D3) Sakhaline Ioujno-Sakhalinsk |
| 19 août 2020         | Avangard Koursk (D3)             | 1 - 2                | (D3) FK Kalouga                  |
| 19 août 2020         | Saliout Belgorod (D3)            | 1 - 0                | (D3) Metallourg Vidnoïe          |
| 19 août 2020         | Sokol Saratov (D3)               | 2 - 1                | (D3) FK Mourom                   |
| 19 août 2020         | Metallourg Lipetsk (D3)          | 0 - 3 Forfait        | (D3) Znamia Noguinsk             |
| Zone Est             |                                  |                      |                                  |
| 19 août 2020         | FK Novossibirsk (D3)             | 1 - 0                | (D3) Dinamo Barnaoul             |
| 19 août 2020         | FK Tchita (D3)                   | 0 - 1                | (D3) Zénith Irkoutsk             |
| Zone Oural-Privoljié |                                  |                      |                                  |
| 19 août 2020         | Volna Nijni Novgorod (D3)        | 0 - 0 (1 - 4 tab)    | (D3) Volga Oulianovsk            |
| 19 août 2020         | FK Tioumen (D3)                  | 1 - 2                | (D3) Zvezda Perm                 |
| 19 août 2020         | Kamaz Naberejnye Tchelny (D3)    | 1 - 1 (4 - 2 tab)    | (D3) Lada Dimitrovgrad           |
| 19 août 2020         | FK Tcheliabinsk (D3)             | 3 - 0 Forfait        | (D3) Nosta Novotroïtsk           |
| Zone Sud             |                                  |                      |                                  |
| 19 août 2020         | Legion-Dinamo Makhatchkala (D3)  | 1 - 0                | (D3) Anji Makhatchkala           |
| 19 août 2020         | Dinamo Stavropol (D3)            | 4 - 1                | (D3) Spartak Naltchik            |
| 19 août 2020         | SKA Rostov (D3)                  | 2 - 4                | (D3) Kouban Holding Pavlovskaïa  |
| 19 août 2020         | Kouban Krasnodar (D3)            | 1 - 4                | (D3) Tchernomorets Novorossiisk  |
| 19 août 2020         | Biolog-Novokoubansk (D3)         | 3 - 0                | (D3) Droujba Maïkop              |
| 19 août 2020         | Inter Tcherkessk (D3)            | 2 - 3                | (D3) Machouk-KMV Piatigorsk      |

1. 1 2  Le Metallourg Lipetsk et le Nosta Novotroïtsk ne peuvent disputer leurs rencontres respectives en raison de la mise en quarantaine de leurs effectifs à la suite de la découverte de cas de Covid-19 au sein de ceux-ci. Ils n'ont alors d'autre choix que de déclarer forfait[7].

### Troisième tour
Le troisième tour est divisé en deux voies. D'un côté, les vingt équipes restantes de la troisième division s'affrontent entre elles le 2 septembre 2020 tandis que les vingt clubs du deuxième échelon prenant part à la compétition s'opposent le 26 août 2020, pour un total de vingt qualifiés pour la phase de groupes qui s'ensuit.

#### Rencontres des équipes de la troisième division
| Date                 | Club                            | Score                | Club                            |
| Zone Centre et Ouest | Zone Centre et Ouest            | Zone Centre et Ouest | Zone Centre et Ouest            |
| -------------------- | ------------------------------- | -------------------- | ------------------------------- |
| 2 septembre 2020     | FK Leningradets (D3)            | 2 - 1                | (D3) Olimp-Dolgoproudny         |
| 2 septembre 2020     | FK Kolomna (D3)                 | 2 - 3                | (D3) Rodina Moscou              |
| 2 septembre 2020     | FK Kalouga (D3)                 | 0 - 0 (6 - 7 tab)    | (D3) Saliout Belgorod           |
| 2 septembre 2020     | Znamia Noguinsk (D3)            | 0 - 0 (6 - 5 tab)    | (D3) Sokol Saratov              |
| Zone Est             |                                 |                      |                                 |
| 2 septembre 2020     | Zénith Irkoutsk (D3)            | 1 - 1 (4 - 3 tab)    | (D3) FK Novossibirsk            |
| Zone Oural-Privoljié |                                 |                      |                                 |
| 2 septembre 2020     | Volga Oulianovsk (D3)           | 2 - 0                | (D3) Kamaz Naberejnye Tchelny   |
| 2 septembre 2020     | Zvezda Perm (D3)                | 3 - 1                | (D3) FK Tcheliabinsk            |
| Zone Sud             |                                 |                      |                                 |
| 2 septembre 2020     | Machouk-KMV Piatigorsk (D3)     | 2 - 1                | (D3) Legion-Dinamo Makhatchkala |
| 2 septembre 2020     | Tchernomorets Novorossiisk (D3) | 4 - 0                | (D3) Biolog-Novokoubansk        |
| 2 septembre 2020     | Kouban Holding Pavlovskaïa (D3) | 3 - 4                | (D3) Dinamo Stavropol           |

#### Rencontres des équipes de la deuxième division
| Date         | Club                           | Score             | Club                        |
| ------------ | ------------------------------ | ----------------- | --------------------------- |
| 26 août 2020 | Tchaïka Pestchanokopskoïe (D2) | 0 - 2             | (D2) Tekstilchtchik Ivanovo |
| 26 août 2020 | Veles Moscou (D2)              | 4 - 1             | (D2) Baltika Kaliningrad    |
| 26 août 2020 | SKA-Khabarovsk (D2)            | 0 - 0 (8 - 7 tab) | (D2) Fakel Voronej          |
| 26 août 2020 | Krylia Sovetov Samara (D2)     | 5 - 0             | (D2) Irtych Omsk            |
| 26 août 2020 | Ienisseï Krasnoïarsk (D2)      | 2 - 1             | (D2) Volgar Astrakhan       |
| 26 août 2020 | Torpedo Moscou (D2)            | 1 - 2             | (D2) Chinnik Iaroslavl      |
| 26 août 2020 | Neftekhimik Nijnekamsk (D2)    | 0 - 1             | (D2) Dinamo Briansk         |
| 26 août 2020 | FK Orenbourg (D2)              | 2 - 1             | (D2) Alania Vladikavkaz     |
| 26 août 2020 | Tom Tomsk (D2)                 | 0 - 1             | (D2) FK Nijni Novgorod      |
| 26 août 2020 | Akron Togliatti (D2)           | 0 - 1             | (D2) Tchertanovo Moscou     |

## Phase de groupes
Cette édition voit l'introduction d'une phase de groupes. Dix groupes de trois équipes sont ainsi établis, comptant chacun un club des trois premières divisions. Cette phase voit de ce fait l'entrée en lice des dix clubs du premier échelon ne prenant pas part à une compétition européenne. Trois rencontres sont disputées au sein de chaque groupe, l'équipe de division la plus basse jouant systématiquement à domicile. L'équipe se classant première à l'issue de ces trois matchs se qualifie pour les huitièmes de finale.
Le barème adopté diverge quant à lui de celui utilisé en championnat, en effet les matchs nuls ne sont pas comptés et toute rencontres s'achèvant sur un résultat nul voit les deux équipes se départager lors d'une séance de tirs au but. Une victoire par ce biais offre deux points à l'équipe victorieuse tandis que l'équipe perdante n'en reçoit qu'un seul.
Le tirage au sort est effectué le 4 septembre 2020. Les matchs sont quant à eux disputés durant les mois de septembre et octobre 2020. À l'issue de cette phase, l'intégralité des équipes de la troisième division sont éliminées tandis que le Krylia Sovetov Samara et le SKA-Khabarovsk sont les deux seuls clubs du deuxième échelon à accéder aux huitièmes de finale.
Groupe 1
| Rang | Équipe                    | Pts | J | G | N | P | Bp | Bc | Diff |  | Résultats (▼ dom., ► ext.) | OUR | VEL | VOL |
| ---- | ------------------------- | --- | - | - | - | - | -- | -- | ---- |  | -------------------------- | --- | --- | --- |
| 1    | Oural Iekaterinbourg (D1) | 6   | 2 | 2 | 0 | 0 | 6  | 1  | +5   |  | Oural Iekaterinbourg (D1)  |     |     |     |
| 2    | Veles Moscou (D2)         | 3   | 2 | 1 | 0 | 1 | 5  | 5  | 0    |  | Veles Moscou (D2)          | 1-3 |     |     |
| 3    | Volga Oulianovsk (D3)     | 0   | 2 | 0 | 0 | 2 | 2  | 7  | -5   |  | Volga Oulianovsk (D3)      | 0-3 | 2-4 |     |

Groupe 2
| Rang | Équipe                    | Pts | J | G | N | P | Bp | Bc | Diff |  | Résultats (▼ dom., ► ext.) | SPA | ROD | IEN |
| ---- | ------------------------- | --- | - | - | - | - | -- | -- | ---- |  | -------------------------- | --- | --- | --- |
| 1    | Spartak Moscou (D1)       | 3   | 2 | 1 | 0 | 1 | 5  | 2  | +3   |  | Spartak Moscou (D1)        |     |     |     |
| 2    | Rodina Moscou (D3)        | 3   | 2 | 1 | 0 | 1 | 4  | 5  | -1   |  | Rodina Moscou (D3)         | 1-5 |     | 3-0 |
| 3    | Ienisseï Krasnoïarsk (D2) | 3   | 2 | 1 | 0 | 1 | 1  | 3  | -2   |  | Ienisseï Krasnoïarsk (D2)  | 1-0 |     |     |

Groupe 3
| Rang | Équipe                      | Pts | J | G | N   | P | Bp | Bc | Diff |  | Résultats (▼ dom., ► ext.)  | ARS | TEK | SAL |
| ---- | --------------------------- | --- | - | - | --- | - | -- | -- | ---- |  | --------------------------- | --- | --- | --- |
| 1    | Arsenal Toula (D1)          | 4   | 2 | 0 | 2/0 | 0 | 1  | 1  | 0    |  | Arsenal Toula (D1)          |     |     |     |
| 2    | Tekstilchtchik Ivanovo (D2) | 4   | 2 | 1 | 0/1 | 0 | 3  | 0  | +3   |  | Tekstilchtchik Ivanovo (D2) | 0-0 |     |     |
| 3    | Saliout Belgorod (D3)       | 1   | 2 | 0 | 0/1 | 1 | 1  | 4  | -3   |  | Saliout Belgorod (D3)       | 1-1 | 0-3 |     |

Groupe 4
| Rang | Équipe                  | Pts | J | G | N   | P | Bp | Bc | Diff |  | Résultats (▼ dom., ► ext.) | OUF | LEN | TCH |
| ---- | ----------------------- | --- | - | - | --- | - | -- | -- | ---- |  | -------------------------- | --- | --- | --- |
| 1    | FK Oufa (D1)            | 6   | 2 | 2 | 0   | 0 | 5  | 0  | +5   |  | FK Oufa (D1)               |     |     |     |
| 2    | FK Leningradets (D3)    | 2   | 2 | 0 | 1/0 | 1 | 0  | 1  | -1   |  | FK Leningradets (D3)       | 0-1 |     | 0-0 |
| 3    | Tchertanovo Moscou (D2) | 1   | 2 | 0 | 0/1 | 1 | 0  | 4  | -4   |  | Tchertanovo Moscou (D2)    | 0-4 |     |     |

Groupe 5
| Rang | Équipe                 | Pts | J | G | N   | P | Bp | Bc | Diff |  | Résultats (▼ dom., ► ext.) | KHI | NIJ | ZEN |
| ---- | ---------------------- | --- | - | - | --- | - | -- | -- | ---- |  | -------------------------- | --- | --- | --- |
| 1    | FK Khimki (D1)         | 5   | 2 | 1 | 1/0 | 0 | 2  | 1  | +1   |  | FK Khimki (D1)             |     |     |     |
| 2    | FK Nijni Novgorod (D2) | 3   | 2 | 0 | 1/1 | 0 | 1  | 1  | 0    |  | FK Nijni Novgorod (D2)     | 1-1 |     |     |
| 3    | Zénith Irkoutsk (D3)   | 1   | 2 | 0 | 0/1 | 1 | 0  | 1  | -1   |  | Zénith Irkoutsk (D3)       | 0-1 | 0-0 |     |

Groupe 6
| Rang | Équipe                 | Pts | J | G | N   | P | Bp | Bc | Diff |  | Résultats (▼ dom., ► ext.) | AKH | ZNA | CHI |
| ---- | ---------------------- | --- | - | - | --- | - | -- | -- | ---- |  | -------------------------- | --- | --- | --- |
| 1    | Akhmat Grozny (D1)     | 5   | 2 | 1 | 1/0 | 0 | 4  | 1  | +3   |  | Akhmat Grozny (D1)         |     |     |     |
| 2    | Znamia Noguinsk (D3)   | 3   | 2 | 1 | 0   | 1 | 3  | 3  | 0    |  | Znamia Noguinsk (D3)       | 0-3 |     | 3-0 |
| 3    | Chinnik Iaroslavl (D2) | 1   | 2 | 0 | 0/1 | 1 | 1  | 4  | -3   |  | Chinnik Iaroslavl (D2)     | 1-1 |     |     |

Groupe 7
| Rang | Équipe                     | Pts | J | G | N | P | Bp | Bc | Diff |  | Résultats (▼ dom., ► ext.) | KRY | DIN | ROT |
| ---- | -------------------------- | --- | - | - | - | - | -- | -- | ---- |  | -------------------------- | --- | --- | --- |
| 1    | Krylia Sovetov Samara (D2) | 6   | 2 | 2 | 0 | 0 | 7  | 1  | +6   |  | Krylia Sovetov Samara (D2) |     |     | 3-0 |
| 2    | Dinamo Stavropol (D3)      | 3   | 2 | 1 | 0 | 1 | 4  | 4  | 0    |  | Dinamo Stavropol (D3)      | 1-4 |     | 3-0 |
| 3    | Rotor Volgograd (D1)       | 0   | 2 | 0 | 0 | 2 | 0  | 6  | -6   |  | Rotor Volgograd (D1)       |     |     |     |

Groupe 8
| Rang | Équipe            | Pts | J | G | N   | P | Bp | Bc | Diff |  | Résultats (▼ dom., ► ext.) | SOT | ORE | ZVE |
| ---- | ----------------- | --- | - | - | --- | - | -- | -- | ---- |  | -------------------------- | --- | --- | --- |
| 1    | FK Sotchi (D1)    | 5   | 2 | 1 | 1/0 | 0 | 2  | 1  | +1   |  | FK Sotchi (D1)             |     |     |     |
| 2    | FK Orenbourg (D2) | 4   | 2 | 1 | 0/1 | 0 | 4  | 1  | +3   |  | FK Orenbourg (D2)          | 1-1 |     |     |
| 3    | Zvezda Perm (D3)  | 0   | 2 | 0 | 0   | 2 | 0  | 4  | -4   |  | Zvezda Perm (D3)           | 0-3 | 0-1 |     |

Groupe 9
| Rang | Équipe                          | Pts | J | G | N | P | Bp | Bc | Diff |  | Résultats (▼ dom., ► ext.)      | SKA | RUB | TCH |
| ---- | ------------------------------- | --- | - | - | - | - | -- | -- | ---- |  | ------------------------------- | --- | --- | --- |
| 1    | SKA-Khabarovsk (D2)             | 6   | 2 | 2 | 0 | 0 | 4  | 1  | +3   |  | SKA-Khabarovsk (D2)             |     | 1-0 |     |
| 2    | Rubin Kazan (D1)                | 3   | 2 | 1 | 0 | 1 | 4  | 3  | +1   |  | Rubin Kazan (D1)                |     |     |     |
| 3    | Tchernomorets Novorossiisk (D3) | 0   | 2 | 0 | 0 | 2 | 3  | 7  | -4   |  | Tchernomorets Novorossiisk (D3) | 1-3 | 2-4 |     |

Groupe 10
| Rang | Équipe                      | Pts | J | G | N | P | Bp | Bc | Diff |  | Résultats (▼ dom., ► ext.)  | TAM | MAC | DIN |
| ---- | --------------------------- | --- | - | - | - | - | -- | -- | ---- |  | --------------------------- | --- | --- | --- |
| 1    | FK Tambov (D1)              | 6   | 2 | 2 | 0 | 0 | 4  | 1  | +3   |  | FK Tambov (D1)              |     |     |     |
| 2    | Machouk-KMV Piatigorsk (D3) | 3   | 2 | 1 | 0 | 1 | 2  | 2  | 0    |  | Machouk-KMV Piatigorsk (D3) | 1-2 |     | 1-0 |
| 3    | Dinamo Briansk (D2)         | 0   | 2 | 0 | 0 | 2 | 0  | 3  | -3   |  | Dinamo Briansk (D2)         | 0-2 |     |     |

## Phase finale

### Huitièmes de finale
Cette phase voit l'entrée en lice des six équipes restantes de la première division participant à des compétitions européennes.
Disputées entre le 20 et le 22 février 2021, les huitièmes de finale sont notamment marqués par l'élimination d'entrée du tenant du titre le Zénith Saint-Pétersbourg sur sa pelouse face à l'Arsenal Toula (2-1). Ils sont également le théâtre d'un derby moscovite entre le Dynamo et le Spartak Moscou, qui s'achève sur la victoire de cette première équipe à domicile (2-0). Large vainqueur du FK Khimki, finaliste de l'édition précédente, sur le score de 4-0, le Krylia Sovetov Samara est le dernier pensionnaire de la deuxième division encore en lice après l'élimination du SKA-Khabarovsk sur la pelouse du CSKA Moscou (0-2). Le Lokomotiv Moscou est la troisième équipe moscovite à se qualifier en s'imposant à domicile face au FK Tambov (3-0) tandis que l'Akhmat Grozny et le FK Sotchi l'emportent sur les pelouses du FK Rostov (1-0) et du FK Krasnodar (2-1).
Initialement prévu le 22 février, le match entre le FK Oufa et l'Oural Iekaterinbourg est quant à lui reporté au 3 mars en raison des conditions météorologiques défavorables, avec des températures attendues ne dépassant pas les -20°C ce jour-là. La rencontre est par la suite remportée par les Oufiens sur le score de 3-0.
| Date            | Club                          | Score | Club                       |
| --------------- | ----------------------------- | ----- | -------------------------- |
| 20 février 2021 | Dynamo Moscou (D1)            | 2 - 0 | (D1) Spartak Moscou        |
| 20 février 2021 | Zénith Saint-Pétersbourg (D1) | 1 - 2 | (D1) Arsenal Toula         |
| 21 février 2021 | Lokomotiv Moscou (D1)         | 3 - 0 | (D1) FK Tambov             |
| 21 février 2021 | FK Krasnodar (D1)             | 1 - 2 | (D1) FK Sotchi             |
| 21 février 2021 | CSKA Moscou (D1)              | 2 - 0 | (D2) SKA-Khabarovsk        |
| 21 février 2021 | FK Rostov (D1)                | 0 - 1 | (D1) Akhmat Grozny         |
| 22 février 2021 | FK Khimki (D1)                | 0 - 4 | (D2) Krylia Sovetov Samara |
| 3 mars 2021     | FK Oufa (D1)                  | 3 - 0 | (D1) Oural Iekaterinbourg  |

### Quarts de finale
Jouées les 7 et 8 avril 2021, les quarts de finale voient notamment la victoire du Krylia Sovetov Samara, qui s'impose sur ses terres contre le Dynamo Moscou (2-0) et continuera de représenter la deuxième division en demi-finales. Les deux autres équipes moscovites du CSKA Moscou et du Lokomotiv se qualifient quant à elles à l'extérieur face à l'Arsenal Toula (2-1) et le FK Sotchi (3-1) tandis que l'Akhmat Grozny l'emporte à domicile face au FK Oufa (1-0).
| Date         | Club                       | Score | Club                  |
| ------------ | -------------------------- | ----- | --------------------- |
| 7 avril 2021 | Akhmat Grozny (D1)         | 1 - 0 | (D1) FK Oufa          |
| 7 avril 2021 | FK Sotchi (D1)             | 1 - 3 | (D1) Lokomotiv Moscou |
| 8 avril 2021 | Krylia Sovetov Samara (D2) | 2 - 0 | (D1) Dynamo Moscou    |
| 8 avril 2021 | Arsenal Toula (D1)         | 1 - 2 | (D1) CSKA Moscou      |

### Demi-finales
La phase des demi-finales, disputée le 21 avril 2021, est notamment le théâtre d'un derby moscovite entre le Lokomotiv et le CSKA Moscou. Dans le même temps, l'Akhmat Grozny accueille le Krylia Sovetov Samara pour la deuxième demi-finale.
Ce premier match s'achève sur une victoire 3-0 du Lokomotiv, et ce malgré une domination apparente du CSKA sur l'ensemble de la rencontre. La deuxième confrontation se termine quant à elle sur un résultat nul et vierge suivi dans la foulée par la qualification du Krylia Sovetov à l'issue de la séance des tirs au but.
| Date          | Club                  | Score             | Club                       |
| ------------- | --------------------- | ----------------- | -------------------------- |
| 21 avril 2021 | Lokomotiv Moscou (D1) | 3 - 0             | (D1) CSKA Moscou           |
| 21 avril 2021 | Akhmat Grozny (D1)    | 0 - 0 (1 - 4 tab) | (D2) Krylia Sovetov Samara |

### Finale

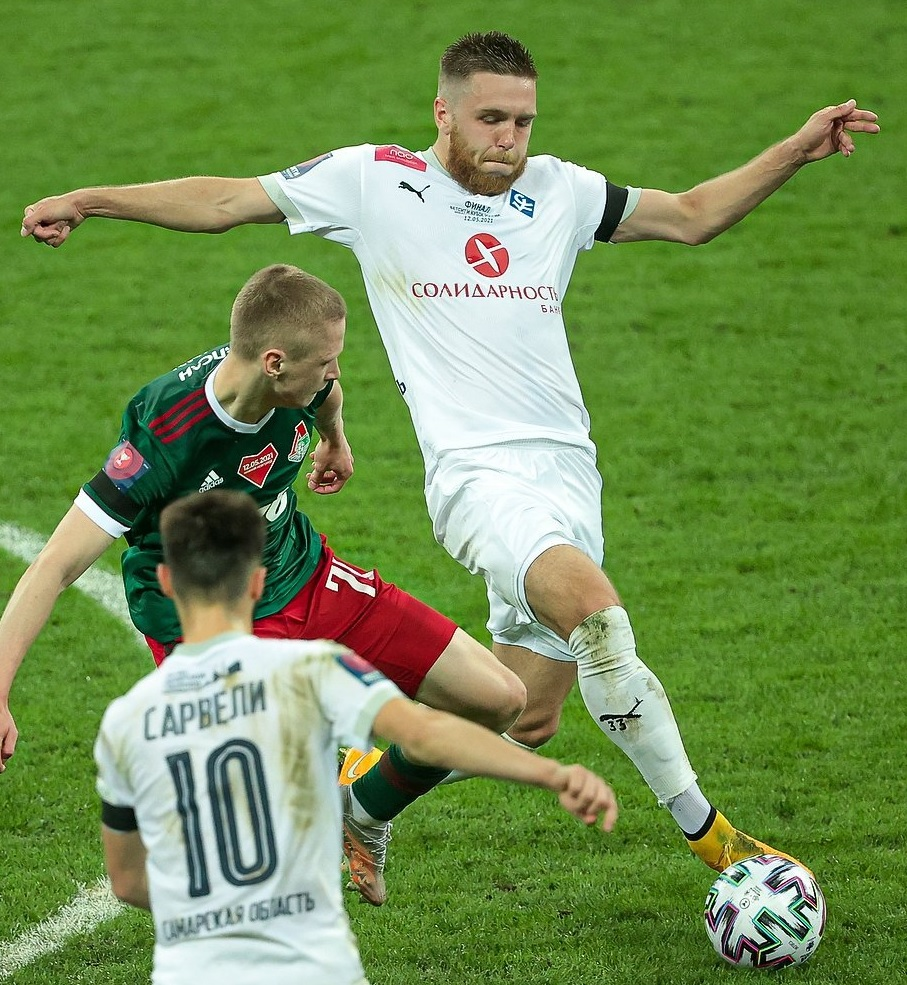
L'attaquant samarien Ivan Sergueïev (en blanc) au duel avec le milieu moscovite Maksim Moukhine (en vert et rouge) lors de la finale.

La finale est disputée le 12 mai 2021 au stade de Nijni Novgorod, situé dans la ville du même nom, pouvant accueillir jusqu'à 45 000 personnes. Elle voit s'opposer le Lokomotiv Moscou, qui détient le record de finales remportés avec huit titres, dont le plus récent en 2019, et le Krylia Sovetov Samara, pensionnaire de la deuxième division dont il s'agît de la deuxième finale après celle de 2004, perdue à l'époque face au Terek Grozny. Les Moscovites partent ainsi grands favoris de la rencontre,.
La participation du Krylia Sovetov marque la deuxième finale consécutive à laquelle prend part un club du deuxième échelon après Khimki la saison précédente. Il s'agît en tout de la sixième fois qu'une équipe de division inférieure accède à cette phase, et la troisième en quatre ans en comptant la finale de l'Avangard Koursk en 2018.
Au cours d'une première période légèrement dominée par les Samariens, c'est le Lokomotiv qui ouvre dans un premier temps le score par l'intermédiaire de François Kamano au quart d'heure de jeu avant que Vladislav Sarveli ne remette les deux équipes à égalité sept minutes plus tard. La situation se débloque dès le début de la deuxième période alors que le capitaine samarien Sergueï Bojine concède un penalty, qui est transformé dans la foulée par Fiodor Smolov pour redonner l'avantage aux Moscovites. Le Krylia Sovetov ne parvient cette fois pas à revenir au score, tandis que l'entrant Murilo Cerqueira parachève la victoire des siens en fin de rencontre sur le score de 3 buts à 1,.
| ·             |    |                           |     |
| Titulaires :  |    |                           |     |
|               |    |                           |     |
| G             | 1  | 0 Guilherme               |     |
| DG            | 31 | 0 Maciej Rybus            |     |
| DC            | 3  | 0 Vedran Ćorluka          | 75e |
| DC            | 14 | 0 Pablo                   |     |
| DD            | 94 | 0 Dmitri Rybtchinski      |     |
| MdC           | 6  | 0 Dmitri Barinov          | 46e |
| MC            | 76 | 0 Maksim Moukhine         | 67e |
| MC            | 7  | 0 Grzegorz Krychowiak     |     |
| MO            | 17 | 0 Rifat Jemaletdinov      | 75e |
| AC            | 25 | 0 François Kamano         |     |
| AC            | 9  | 0 Fiodor Smolov           | 87e |
|               |    |                           |     |
| Remplaçants : |    |                           |     |
| MC            | 69 | 0 Daniil Koulikov         | 46e |
| MdC           | 37 | 0 Stanislav Magkeïev (en) | 67e |
| MO            | 11 | 0 Anton Mirantchouk       | 75e |
| DC            | 27 | 0 Murilo Cerqueira        | 75e |
| AC            | 19 | 0 Éder                    | 87e |
|               |    |                           |     |
| Entraîneur :  |    |                           |     |
| Marko Nikolić |    |                           |     |

| ·                  |    |                         |       |
| Titulaires :       |    |                         |       |
|                    |    |                         |       |
| G                  | 1  | 0 Ivan Lomaïev          |       |
| DG                 | 5  | 0 Iouri Gorchkov        |       |
| DC                 | 4  | 0 Aleksandr Soldatenkov |       |
| DC                 | 47 | 0 Sergueï Bojine        | 90+2e |
| DD                 | 18 | 0 Mehdi Zeffane         | 79e   |
| MdC                | 6  | 0 Denis Iakouba         | 44e   |
| MC                 | 16 | 0 Ricardo Alves (en)    |       |
| AiD                | 11 | 0 Roman Iejov           | 90+2e |
| AiG                | 17 | 0 Anton Zinkovski       |       |
| AC                 | 10 | 0 Vladislav Sarveli     | 79e   |
| AC                 | 33 | 0 Ivan Sergueïev        |       |
|                    |    |                         |       |
| Remplaçants :      |    |                         |       |
| MC                 | 44 | 0 Maksim Vitiougov      | 44e   |
| DD                 | 77 | 0 Dmitri Kaboutov (en)  | 79e   |
| AC                 | 69 | 0 Iegor Golenkov        | 79e   |
| DC                 | 3  | 0 Nikita Chernov        | 90+2e |
| MD                 | 22 | 0 Dmitri Iefremov (en)  | 90+2e |
|                    |    |                         |       |
| Entraîneur :       |    |                         |       |
| Igor Osinkine (en) |    |                         |       |

| ·             |    |                           |     |
| Titulaires :  |    |                           |     |
|               |    |                           |     |
| G             | 1  | 0 Guilherme               |     |
| DG            | 31 | 0 Maciej Rybus            |     |
| DC            | 3  | 0 Vedran Ćorluka          | 75e |
| DC            | 14 | 0 Pablo                   |     |
| DD            | 94 | 0 Dmitri Rybtchinski      |     |
| MdC           | 6  | 0 Dmitri Barinov          | 46e |
| MC            | 76 | 0 Maksim Moukhine         | 67e |
| MC            | 7  | 0 Grzegorz Krychowiak     |     |
| MO            | 17 | 0 Rifat Jemaletdinov      | 75e |
| AC            | 25 | 0 François Kamano         |     |
| AC            | 9  | 0 Fiodor Smolov           | 87e |
|               |    |                           |     |
| Remplaçants : |    |                           |     |
| MC            | 69 | 0 Daniil Koulikov         | 46e |
| MdC           | 37 | 0 Stanislav Magkeïev (en) | 67e |
| MO            | 11 | 0 Anton Mirantchouk       | 75e |
| DC            | 27 | 0 Murilo Cerqueira        | 75e |
| AC            | 19 | 0 Éder                    | 87e |
|               |    |                           |     |
| Entraîneur :  |    |                           |     |
| Marko Nikolić |    |                           |     |

| ·                  |    |                         |       |
| Titulaires :       |    |                         |       |
|                    |    |                         |       |
| G                  | 1  | 0 Ivan Lomaïev          |       |
| DG                 | 5  | 0 Iouri Gorchkov        |       |
| DC                 | 4  | 0 Aleksandr Soldatenkov |       |
| DC                 | 47 | 0 Sergueï Bojine        | 90+2e |
| DD                 | 18 | 0 Mehdi Zeffane         | 79e   |
| MdC                | 6  | 0 Denis Iakouba         | 44e   |
| MC                 | 16 | 0 Ricardo Alves (en)    |       |
| AiD                | 11 | 0 Roman Iejov           | 90+2e |
| AiG                | 17 | 0 Anton Zinkovski       |       |
| AC                 | 10 | 0 Vladislav Sarveli     | 79e   |
| AC                 | 33 | 0 Ivan Sergueïev        |       |
|                    |    |                         |       |
| Remplaçants :      |    |                         |       |
| MC                 | 44 | 0 Maksim Vitiougov      | 44e   |
| DD                 | 77 | 0 Dmitri Kaboutov (en)  | 79e   |
| AC                 | 69 | 0 Iegor Golenkov        | 79e   |
| DC                 | 3  | 0 Nikita Chernov        | 90+2e |
| MD                 | 22 | 0 Dmitri Iefremov (en)  | 90+2e |
|                    |    |                         |       |
| Entraîneur :       |    |                         |       |
| Igor Osinkine (en) |    |                         |       |